# Insane in Vain
Insane in Vain é um compacto da banda estoniana Vanilla Ninja, lançado apenas nas rádios da Estônia.

## Desempenho nas paradas musicais
| Parada  | Melhor posição |
| ------- | -------------- |
| Estónia | 18             |